# Pogostemon yatabeanus
Pogostemon yatabeanus là một loài thực vật có hoa trong họ Hoa môi. Loài này được (Makino) Press miêu tả khoa học đầu tiên năm 1982.

## Hình ảnh

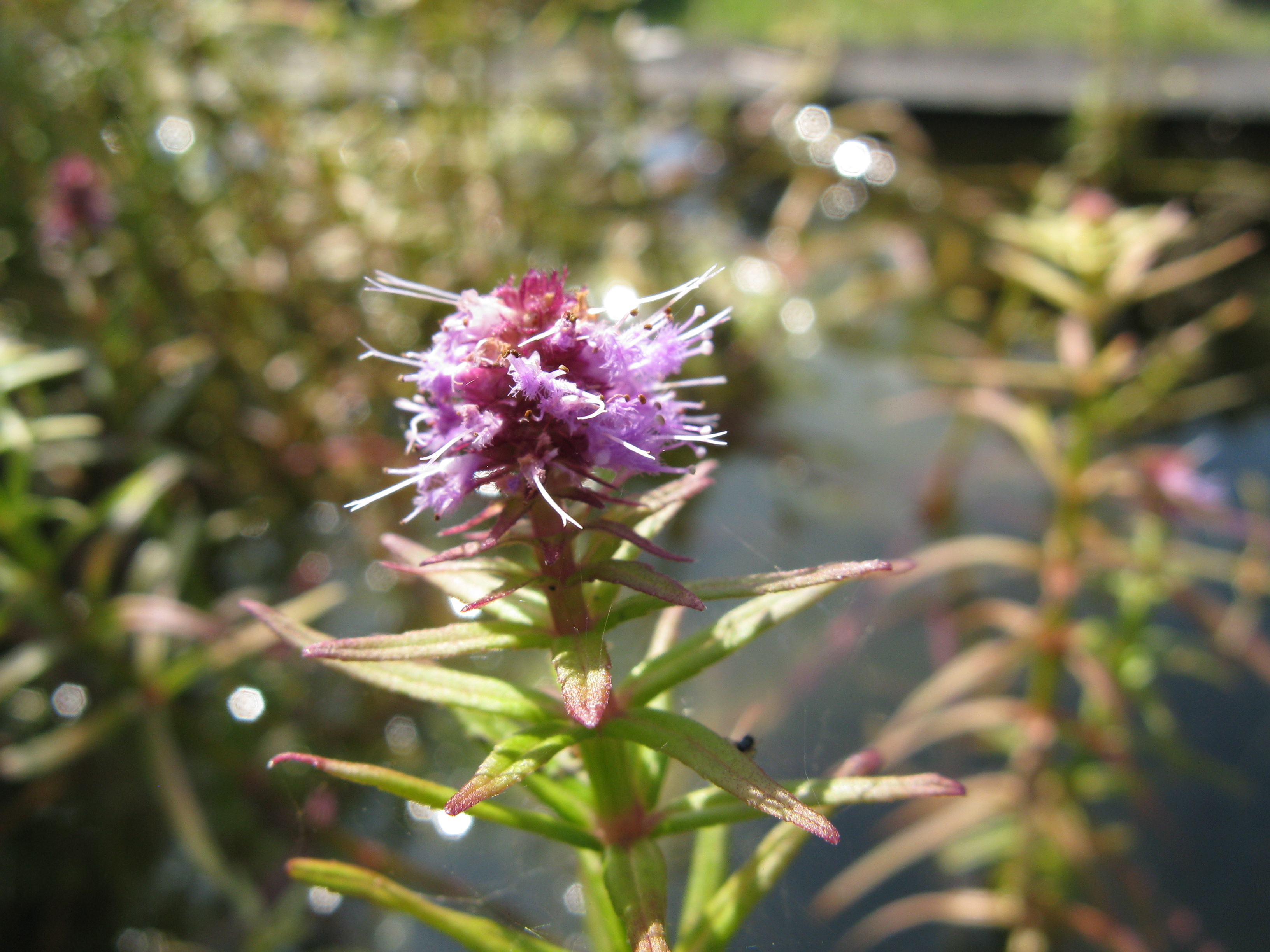
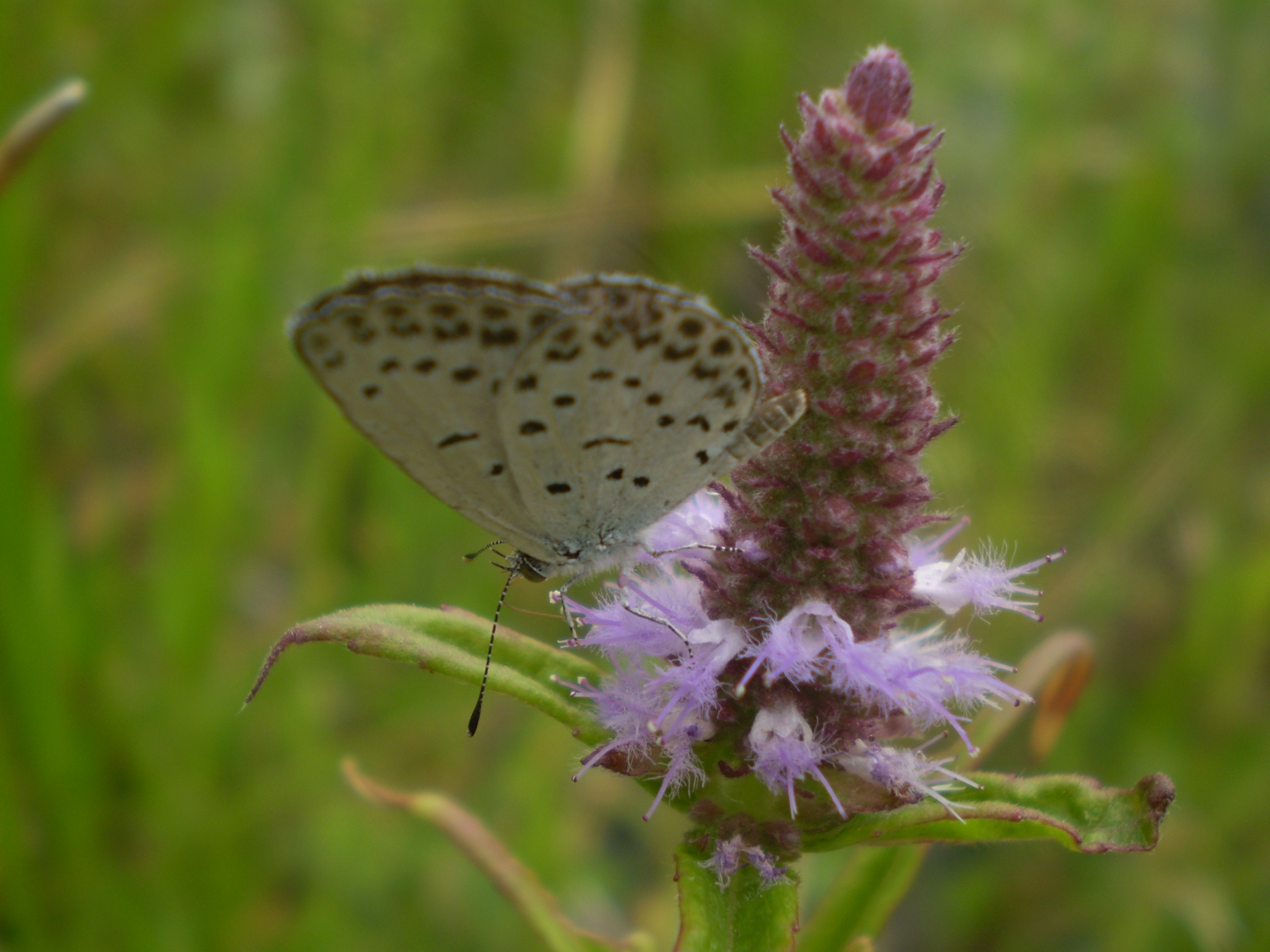